# Ossalato di cerio
L'ossalato di cerio (chiamato anche ossalato di cerio(III)) è il sale di cerio inorganico dell'acido ossalico. È un solido cristallino bianco con la formula chimica di Ce2(C2O4)3.

## Preparazione e reazioni
La preparazione avviene facendo reagire acido ossalico con cloruro ceroso; quest'ultimo può essere prodotto da selci contenenti cerio e acido cloridrico. Il prodotto insolubile si ottiene come precipitato cristallino:
{\displaystyle {\ce {2Ce^{3+}\ +\ 3H2C2O4\ +\ 9H2O->2Ce2(C2O4)3\cdot 9H2O\downarrow \ +\ 6H^{+}}}}
L'ossalato di cerio si decompone quando riscaldato a circa 275 °C nell'ossido di cerio(III) e ossido di cerio(IV).

## Usi
L'ossalato di cerio è usato come antiemetico. È stato identificato come parte dell'inchiostro simpatico utilizzato dagli agenti della Stasi durante la Guerra Fredda.

## Tossicità
L'ossalato di cerio irrita la pelle e le mucose ed è un forte irritante per gli occhi. Se vi entra a contatto, c'è il pericolo di gravi lesioni agli occhi.
I sali di cerio aumentano la velocità di coagulazione del sangue e l'esposizione ai sali di cerio può causare sensibilità al calore.
Gli ossalati sono corrosivi per i tessuti e sono potenti irritanti. Hanno un effetto caustico sui rivestimenti del tratto digerente e possono causare danni ai reni.